# Umspannwerk Ludersheim
Das Umspannwerk Ludersheim (auch Umspannanlage Ludersheim) ist ein Umspannwerk im Altdorfer Gemeindeteil Ludersheim im mittelfränkischen Landkreis Nürnberger Land. Es verfügt über die Spannungsebenen 220 kV und 110 kV und bildet einen wichtigen Knotenpunkt für die Energieversorgung von Teilen der Metropolregion Nürnberg. Betrieben wird die Anlage auf der 220-kV-Ebene vom Übertragungsnetzbetreiber TenneT TSO sowie auf der 110-kV-Ebene durch die Verteilnetzbetreiber Bayernwerk und N-ERGIE.
Die Anlage wurde im Jahr 1940 durch die Elektrowerke AG, einer Tochtergesellschaft der VIAG, errichtet und stand im Zusammenhang mit Versorgungsnetzplänen aus der Zeit des Nationalsozialismus, die später als Reichssammelschiene zusammengefasst wurden. Von diesen wurde bis Kriegsende eine 800 km lange 220-kV-Drehstromfreileitung realisiert, die von Helmstedt durch das Mitteldeutsche Braunkohlerevier, Thüringen und Bayern bis in die Nähe von Linz reichte. Ludersheim bildete somit den ersten bayerischen Knotenpunkt im Höchstspannungsnetz und war vorrangig als Anbindung des EWAG-Netzes an das des Bayernwerks und der Großkraftwerk Franken AG (GFA) konzipiert, um im Verbundbetrieb elektrische Energie aus mitteldeutschen Braunkohle- und österreichischen Wasserkraftwerken in den Nürnberger Raum zu leiten.
Nach Kriegsende bildete das Umspannwerk den Ausgangspunkt des ersten größeren Freileitungsneubaus der Nachkriegszeit, der 220-kV-Leitung Ludersheim–Aschaffenburg–Borken. Diese war notwendig geworden, da die bestehende 220-kV-Leitung zweimal die Grenze zur sowjetischen Besatzungszone querte und die dortige Militäradministration Stromlieferungen in die westlichen Zonen blockierte, ehe sie schließlich komplett wegfielen. Über die neu gebaute Leitung war ein direkter Anschluss an die Höchstspannungsnetze des RWE und der PreußenElektra hergestellt.
Im Jahr 2001 ging der Betrieb des Umspannwerks von Bayernwerk auf die neu gegründete E.ON über, 2010 schließlich an den Übertragungsnetzbetreiber TenneT TSO. Seitdem kam es an der Anlage zu Umstrukturierungen, die hauptsächlich mit dem schrittweisen Ersatz der Spannungsebene 220 kV durch 380 kV und der vermehrten Einspeisung aus regenerativen Energiequellen wie Windkraftanlagen auf der nahegelegenen Fränkischen Alb zusammenhängen. Das 220-kV-Schaltfeld wurde daher stark reduziert und die 110-kV-Schaltanlage weiter ausgebaut.

## Lage und Anbindung
Das Umspannwerk befindet sich auf dem Stadtgebiet von Altdorf im mittelfränkischen Landkreis Nürnberger Land. Der namensgebende Gemeindeteil Ludersheim befindet sich südwestlich der Anlage, wobei sich auch nördlich des Umspannwerks eine Wohnsiedlung und sowohl westlich als auch östlich davon ein Gewerbegebiet befinden. Das ca. 8,5 ha große Gelände nimmt somit einen großen Teil des gesamten Gemeindeteils ein. Das Altdorfer Stadtzentrum liegt etwa 2 km südöstlich, das Stadtzentrum von Nürnberg etwa 20 km nordwestlich.
In der näheren Umgebung führen außerdem die Bundesautobahnen 3 und 6 vorbei, die nordwestlich von Ludersheim im Autobahnkreuz Altdorf aufeinandertreffen. Unmittelbar südlich am Gelände vorbei führt die eingleisige, elektrifizierte Bahnstrecke Feucht–Altdorf mit dem Haltepunkt Ludersheim der S-Bahn Nürnberg. Östlich des Haltepunkts besteht in Richtung Altdorf ein Anschlussgleis zum An- und Abtransport der Leistungstransformatoren. Die westlich vorbeilaufende Werkstraße und die östlich in der Nähe der Anlage vorbeiführende Straße Am Umspannwerk nehmen vom Namen her Bezug auf die Anlage.

## Geschichte

### Vorgeschichte
Das erste Elektrizitätswerk in Nürnberg ging 1896 in Betrieb und versorgte die Stadt bereits mit dem heute üblichen Dreiphasenwechselstrom (Drehstrom). Das Kraftwerk Tullnau wurde nach Plänen des Pioniers auf dem Gebiet der elektrischen Energieverteilung Oskar von Miller errichtet. 1911 folgte mit Gründung der Großkraftwerk Franken AG (GFA) durch die Städte Nürnberg und Fürth sowie die Nürnberger Elektrizitäts-AG vormals Schuckert & Co. der Bau eines Kohlekraftwerks in Gebersdorf. Beabsichtigt war nun die Versorgung ganz Mittelfrankens mit elektrischem Strom. Es folgte der Bau eines Versorgungsnetzes auf der Mittelspannungsebene.
Millers größtes Projekt war das Walchenseekraftwerk, dessen Bau er von 1918 bis 1924 leitete. Zur Verteilung der elektrischen Energie hieraus und aus den Kraftwerken am Mittlere-Isar-Kanal gründete der Freistaat Bayern auf Millers Initiative das Bayernwerk, das mit dem Bau eines 110-kV-Fernleitungsnetz begann. Dabei wurden andere bestehende Energieversorger, so auch die GFA, nicht übernommen, sondern operierten nebeneinander. Der vom Bayernwerk erzeugte und verteilte Strom diente somit nur zur Deckung von zusätzlichem Bedarf. Im Wesentlichen bestand das Netz des Bayernwerks aus einer Ringleitung mit mehreren Stichleitungen, die wiederum von zwei Leitungen aus dem Walchenseekraftwerk und einer Spange über die Kraftwerke der Mittleren Isar gespeist wurden. Die Netzschaltstelle befand sich am Hauptumspannwerk in Karlsfeld bei München. Auch Nürnberg war in den Leitungsring eingebunden, wobei zusätzlich Stichleitungen über Würzburg nach Aschaffenburg (zweikreisig) und nach Bamberg (einkreisig) bestanden.
1930 wurde Miller von Reichswirtschaftsminister Julius Curtius mit der Erstellung eines Gutachtens beauftragt, die Möglichkeiten eines reichsweiten Verbundnetzes mit 220 kV Spannung aufzuzeigen. Hintergrund war die Fertigstellung mehrerer Verbundleitungen des RWE und der PreußenElektra, die auf dieser Spannungshöhe über weite Distanzen elektrische Energie aus Wasser- und Kohlekraft miteinander koppelten, sowie die Einigung zwischen den größten Energieversorgungsunternehmen über die Abgrenzung ihrer Einfluss- und Interessensgebiete („Erster Elektrofrieden“) sowie deren Zusammenschluss in einer Aktiengesellschaft („Zweiter Elektrofrieden“).
Das im Gutachten vorgeschlagene Verbundnetz baute auf den bestehenden 220-kV-Leitungssystemen des RWE (Nord-Süd-Leitung) und der PreußenElektra (Borken–Lehrte und Ost-West-Leitung) auf und sollte dieses um ein östliches Nord-Süd-System ergänzen, sodass ein Leitungsring entstehen würde. Dabei war im Nürnberger Raum bereits ein Knotenpunkt vorgesehen, von wo aus die aus dem mitteldeutschen Raum her kommende Ringleitung weiter nach Südwesten in Richtung Stuttgart geführt werden sollte. Zusätzlich war eine Stichleitung nach Österreich eingetragen, die zusätzliche Kapazitäten aus dem Alpenraum durch Wasserkraftwerke aufnehmen sollte.

### Bau der Anlage
In der Zeit des Nationalsozialismus kam es schließlich zur Umsetzung des Millerschen Plans, ein reichsweites Strom-Verbundnetz zu schaffen, wenn auch unter anderen Gesichtspunkten. Nun sollten in Vorbereitung auf die Kriegswirtschaft vorrangig Betriebe, die aus Sicht des NS-Regimes als kriegswichtig erachtet wurden, an ein zusammenhängendes Höchstspannungsnetz angebunden werden. Die VIAG, die nach dem Ersten Weltkrieg als Holdinggesellschaft Anteile an zahlreichen Unternehmen der Aluminium-, Stickstoff- und Chemieindustrie hielt, war ab 1935 über ihre Tochterfirma Elektrowerke AG (EWAG) erstmals an das 220-kV-Netz der PreußenElektra über das Kraftwerk Harbke angebunden. Im selben Jahr wurde mit dem Energiewirtschaftsgesetz die gesamte Elektrizitätsproduktion und-verteilung unter Aufsicht des Reichswirtschaftsministeriums. Im Jahr 1938 entstand eine 220-kV-Leitung zwischen Harbke und Dieskau bei Halle (Saale), um die EWAG-Kraftwerke Zschornewitz und Vockerode sowie die Chemiewerke im Raum Halle und das Stickstoffwerk Piesteritz anzubinden. Die Fortführung dieser Leitung weiter nach Süden bis Oberösterreich war ebenfalls schon um 1938 geplant.
Mit dem Bau der vier neuen Umspannwerke wurde 1939 begonnen. Ludersheim diente in erster Linie der Verknüpfung des Bayernwerk-Netzes und dem der GFA mit der 220-kV-Sammelschiene der EWAG. Im August 1939 kaufte die EWAG 40 % des Aktienkapitals am Bayernwerk und unterzeichnete Ende September 1939 einen Stromliefervertrag über den Direktbezug elektrischer Energie der EWAG aus dem mitteldeutschen Braunkohlerevier ans Bayernwerk. Die große Freiluftschaltanlage mitsamt den Betriebsgebäuden wurde 1940 fertiggestellt, ging jedoch erst im Januar 1941 erstmals in den Betrieb, da die Leitung Dieskau–Remptendorf–Ludersheim nun unter Spannung gesetzt wurde. Der vertraglich gesicherte Strombezug aus Mitteldeutschland wurde im April 1941 aufgenommen.
Die Weiterführung der 220-kV-Leitung von Ludersheim über St. Peter nach Ernsthofen wurde im November 1941 fertiggestellt, da hier die Genehmigung zum Bau der Leitung erst im November 1940 erteilt wurde. Über das Umspannwerk Ernsthofen und das 110-kV-Netz der Alpen-Elektrowerke bestand nun auch eine Verbindung mit den österreichischen Wasserkraftwerken.
Um das Umspannwerk mit dem Netz des Bayernwerks zu verbinden, wurde die zweikreisige Leitung Nürnberg–Amberg der bayerischen 110-kV-Hauptringleitung geteilt und von beiden Enden über je eine neue Trasse ins Umspannwerk Ludersheim eingeführt. Somit konnte nun ebenfalls Energie aus den Kraftwerken Franken (Gebersdorf) und Schwandorf eingespeist werden. Eine dritte, zweikreisige 110-kV-Verbindung entstand direkt mit dem Netz der GFA zum Umspannwerk Nürnberg-Ost.
Während des Zweiten Weltkrieges erlitt die Anlage einzelne kriegsbedingte Schäden, der Betrieb konnte allerdings aufrechterhalten werden. Es gab seitens der Nationalsozialisten sogar Pläne, geheime Rüstungsanlagen in der Nähe der Anlage zu errichten und durch das Umspannwerk zu versorgen. Durch den Kriegsverlauf kam es zu keinem Betrieb einer solchen mehr.

### Nach dem Krieg
Der Verbundbetrieb zwischen mitteldeutschen Braunkohle- und österreichischen Wasserkraftwerken währte nur einige Jahre. Im Zuge der Aufteilung Deutschlands in vier Besatzungszonen nach Ende des Zweiten Weltkriegs veranlasste die Sowjetunion umfangreiche Demontagen von Industrieanlagen in ihrer Zone. Von der Reichssammelschiene wurden das komplette Umspannwerk Marke, der Haupt- und Regeltransformator 1 im Umspannwerk Remptendorf und ein Stromkreis der Leitungen zwischen Magdeburg und der Landesgrenze zu Bayern demontiert. Zunächst erlaubte die sowjetische Militärregierung die Ausfuhr elektrischer Energie in die westlichen Besatzungszonen noch bis Februar 1949, so auch über den verbliebenen Stromkreis der Leitung Remptendorf–Ludersheim. Die Energiewirtschaftsverordnung vom 22. Juni 1949 markierte dann den Beginn der zentralisierten Umstrukturierung der Energieversorgung in der sowjetischen Zone bzw. mit Gründung der Deutschen Demokratischen Republik am 7. Oktober 1949 in dieser. Folglich wurden die Stromlieferungen der DDR in die BRD komplett eingestellt und die grenzüberschreitenden Leitungen abgebaut. Die Leitung Remptendorf–Ludersheim wurde 1954 auf DDR-Gebiet abgerissen.
Seitens der bayerischen Landesregierung war schon im Oktober 1945 vorgesehen, die bayerischen Besitztümer der EWAG – neben dem Umspannwerk Ludersheim waren das die in Bayern gelegenen Abschnitte der Reichssammelschiene (Remptendorf–Ludersheim, Ludersheim–St. Peter) ans Bayernwerk zu übertragen. Dieses priorisierte 1947 jedoch die Anknüpfung des EWAG-Leitungssystems an die verbliebenen 220-kV-Leitungen im Westen. Schließlich blieb die Leitung im Besitz der EWAG, verpachtete sie jedoch ans Bayernwerk, etwa um die Industrieanlagen am Inn zu versorgen. Die ausbleibenden Stromlieferungen aus dem mitteldeutschen Revier veranlasste das Bayernwerk aber schon früher, einen Anschluss an die westdeutschen Energieversorger herzustellen. Schon 1946, sehr bald nach Kriegsende, war aufgrund der sowjetischen Demontagen dieser Schritt geplant. Der Materialmangel der Nachkriegszeit machte das Auftreiben von Baumaterial für eine neue Freileitung schwierig. Obwohl Ende 1947 die Trassenplanung größtenteils abgeschlossen war, ging der erste 220-kV-Stromkreis der neuen Leitung zwischen Bayernwerk und RWE über das Umspannwerk Aschaffenburg nach Kelsterbach erst am 14. Dezember 1949 in Betrieb. Der zweite Stromkreis war, wie auch das Umspannwerk Aschaffenburg und die Leitungsstrecke zur PreußenElektra nach Borken im Frühjahr 1951 betriebsbereit.
Das 1930 in Betrieb genommene Kraftwerk Schwandorf wurde infolge des gestiegenen Energiebedarfs nach dem Zweiten Weltkrieg mehrfach erweitert und ausgebaut. Der geforderten Stromproduktion entsprechend, entstanden bis 1954 zunächst sieben neue Kessel, ehe Anfang 1957 der neue Block A Strom erzeugte, womit das Kraftwerk eine Gesamtleistung von 203 MW vorweisen konnte. Zur Einspeisung des elektrischen Stroms wurde 1955 eine zweikreisige 220-kV-Leitung vom neuen Umspannwerk des Kraftwerks Schwandorf bis nach Ludersheim gebaut – die bereits bestehende 110-kV-Einspeisung des Kraftwerks in den Leitungsring des Bayernwerks war nicht mehr ausreichend. Die neue 220-kV-Leitung war auch vorausschauend auf folgende Erweiterungen des Kraftwerksstandorts ausgelegt. Diese wurden 1959 und 1961 realisiert, mit den 100-MW-Blöcken B und C. Im Zusammenhang mit dieser Leitung entstand auch das Mastenportal nördlich des Umspannwerks, zuvor standen dort zwei einzelne Masten zur Einführung der 220-kV-Leitungen der Reichssammelschiene.
In den 1960er Jahren wurde das Umspannwerk erstmals erneuert, so wurde 1964 eine Ertüchtigung der Anlage durchgeführt und 1967 die 220-kV-Schaltanlage umgebaut, sodass schließlich die Kapazität der Anlage verdoppelt werden konnte. Im selben Jahr wurde die 110-kV-Leitung zum Umspannwerk Nürnberg-Ost durch einen Neubau ersetzt. Die neue Leitung wurde für zwei 220-kV-Stromkreise dimensioniert, allerdings nur mit 110 kV betrieben. Die Betriebsführung des Umspannwerks erfolgte zu dieser Zeit noch vor Ort mit 24 Mitarbeitern in vier Schichten.
In den 1980er Jahren kamen Überlegungen auf, die bisher im staatlichen Besitz (seit 1949 der Bundesrepublik Deutschland) befindliche VIAG mit ihren Tochterunternehmen zu privatisieren. Eine Privatisierung des im Besitz des Freistaats Bayern befindlichen Bayernwerks konnte sich zu dieser Zeit trotz Überlegungen nicht durchsetzen. In zwei Phasen wurden schließlich 1986 und 1988 die VIAG-Aktien veräußert. Um die Eigentümerstrukturen im Bereich der Energieversorgung zu stabilisieren, wurden 25 % des VIAG-Aktienkapitals an der Börse durch das Bayernwerk, an dem die VIAG zuvor mit 40 % beteiligt war, gekauft – somit befanden sich Anteile des Unternehmens wieder in staatlichem Besitz, da der Freistaat Bayern nach wie vor 60 % des Kapitals am Bayernwerk hielt. Die Privatisierung hatte zur Folge, dass das Bayernwerk nun in den Besitz von Eigentum der VIAG-Tochter EWAG hielt, die nach wie vor im Besitz der bayerischen Abschnitte der Reichssammelschiene und dem Umspannwerk Ludersheim hielt. War zuvor das Bayernwerk Pächter der bayerischen EWAG-Anlagen, war sie durch die VIAG-Privatisierung von nun an Eigentümer.

### Nach der Wiedervereinigung bis heute
Im Zuge des „Bauprogramm 1987“, mit dem das Bayernwerk den Lückenschluss des 380-kV-Ringsystems vorantrieb, sowie im Zuge des Leitungsneubaus nach der Wiedervereinigung verlor Ludersheim langsam seine Funktion als zentralen Knotenpunkt im nordbayerischen Hochspannungsnetz. Neben dem Bau der neuen Leitung Grafenrheinfeld–Redwitz–Remptendorf, der Umstellung eines Stromkreises zwischen Redwitz und Pleinting auf 380 kV und dem Leitungsneubau Raitersaich–Würgau wurden auch fast alle nordbayerischen 220-kV-Umspannwerke auf 380 kV Spannung umgerüstet. Das unterlagerte 220-kV-Netz verlor schrittweise seine Bedeutung auf der Übertragungsnetzebene.
Um die Jahrtausendwende wurde das deutsche Hoch- und Höchstspannungsnetz im Zuge des liberalisierten Energiemarkts stark umstrukturiert. Die vormals durch das Bayernwerk und die Großkraftwerk Franken AG (GFA) betriebenen Leitungen und das Umspannwerk Ludersheim als Anlage des Bayernwerks kamen 2001 in den Besitz des neu gegründeten E.ON-Konzerns: Das Bayernwerk fusionierte mit der PreußenElektra zur E.ON Energie, die GFA wurde Bestandteil von E.ON Bayern.
Im Jahr 2003 wurde, nachdem das Umspannwerk Kriegenbrunn auf 380 kV hochgestuft wurde, der von Ludersheim nach Norden führende Abschnitt der Reichssammelschiene auf 110 kV umgestellt. Ehemals bis Remptendorf führend, war nach Kriegsende das Zielumspannwerk nun Würgau. Mit dem Bau der Leitung Raitersaich–Würgau, der teils in der bestehenden Trasse erfolgte, wurde ein Stromkreis von Ludersheim aus kommend auf die neue Leitung und nach Kriegenbrunn geführt. Die 110-kV-Kreise führen seit der Umstrukturierung zu den 110-kV-Umspannwerken Forchheim bzw. Thuisbrunn.
Im Jahr 2007 folgte schließlich die größte Umstrukturierung seit Bestehen der Anlage. Das 220-kV-Schaltfeld wurde stark reduziert und in eine sogenannte Sparanlage umgewandelt, es besteht nur noch eine Sammelschiene und weniger Schaltfelder. Auf den 220-kV-Leitungen nach Raitersaich (auf der Trasse in Richtung Aschaffenburg) und Sittling (auf der Trasse der Reichssammelschiene) fiel einer der Stromkreise weg, seitdem findet dort ein Parallelbetrieb statt, d. h. beide auf der Trasse verlegten Kreise sind zu einem einzigen parallelgeschaltet. Zwei Jahre später fanden auch auf der 110-kV-Ebene große Änderungen statt: Nach Stilllegung des Kohlekraftwerks Schwandorf wird die Kapazität der zweikreisigen 220-kV-Leitung Ludersheim–Schwandorf nicht mehr benötigt, weshalb einer der Stromkreise im Jahr 2009 auf 110 kV umgestellt und über ein Erdkabel ans Umspannwerk Amberg angeschlossen wurde. Die größtenteils noch aus dem Jahr 1924 stammende Leitung Ludersheim–Amberg konnte somit wegfallen und wurde zwischen 2009 und 2010 ersatzlos demontiert. Auch die Leitung Nürnberg-West (Gebersdorf)–Ludersheim fiel weg, auf der Trasse existiert heute die einkreisige Verbindung Ludersheim–Feucht.
In den 2010er Jahren wechselten erneut die Betreiber der Anlage und der Leitungen, da aufgrund von EU-Vorgaben nun Energieerzeuger und -verteiler voneinander getrennt operieren müssen. Seit 1. Januar 2010 wird das Höchstspannungsnetz der E.ON, und damit auch der 220-kV-Teil des Umspannwerks Ludersheim, durch das Unternehmen TenneT TSO, eine Tochtergesellschaft des niederländischen Netzbetreibers TenneT, betrieben. Zum 31. Dezember 2012 wurden die vormals durch die E.ON Bayern betriebenen Leitungen Ludersheim–Rehhof und Ludersheim–Feucht von der N-ERGIE Netz GmbH übernommen. Zum 1. Juli 2013 firmierte der Netzbetrieb der E.ON Bayern um in Bayernwerk, womit dieser traditionsreiche Name rund 13 Jahre nach Auflösung des vormaligen bayerischen Staatsunternehmens wieder am Ludersheimer Umspannwerk erscheint.

## Betrieb

### Technischer Aufbau
In seiner größten Ausdehnung (ca. 1967–2007) war das Umspannwerk wie folgt aufgebaut:
220-kV-Anlage
- 11 Schaltfelder, davon 8 Freileitungs- und 3 Transformatorabgänge
- 2 Sammelschienen

110-kV-Anlage
- 14 Schaltfelder, davon 7 Freileitung- und 3 Transformatorabgänge, 4 ungenutzte
- 3 Sammelschienen

Von den Transformatoren, die zwischen der 220- und der 110-kV-Ebene umspannten, waren zwei regulär und einer als Reserve im Einsatz.
Seit dem Umbau der Anlage in den Jahren 2007 bis 2009 und der damit erfolgten Reduzierung der technischen Komponenten, nehmen diese nur noch einen kleinen Teil des Werksgeländes ein. So entstanden etwa im nordöstlichen Bereich auf dem Gelände der vormaligen 220-kV-Schaltanlage zwei Freileitungsmasten, um die auf den vormaligen 220-kV-Leitungen verlegten 110-kV-Stromkreise von Forchheim, Thuisbrunn und Lauterhofen in die 110-kV-Schaltanlage zu führen.
Heute verfügt das Umspannwerk über eine kleine 220-kV-Schaltanlage mit fünf Schaltfeldern, davon drei Freileitungs- und zwei Transformatorabgängen. Diese sind mittels einer Sammelschiene untereinander verbunden und schaltbar. Lediglich die Leistungstransformatoren befinden sich noch an denselben Standorten wie vor dem Umbau, da die Transformatorbänke an das Werksgleis angebunden sind. Als Reserve dient nun nicht mehr die westlichste, sondern die östlichste Transformatorenbank auf dem Gelände, diese ist normalerweise auch nicht mehr mit einem Transformator belegt. Die ebenfalls komplett neugebaute 110-kV-Anlage besitzt heute zehn Schaltfelder, davon acht Freileitungs- und zwei Transformatorabgänge, außerdem zwei Sammelschienen.

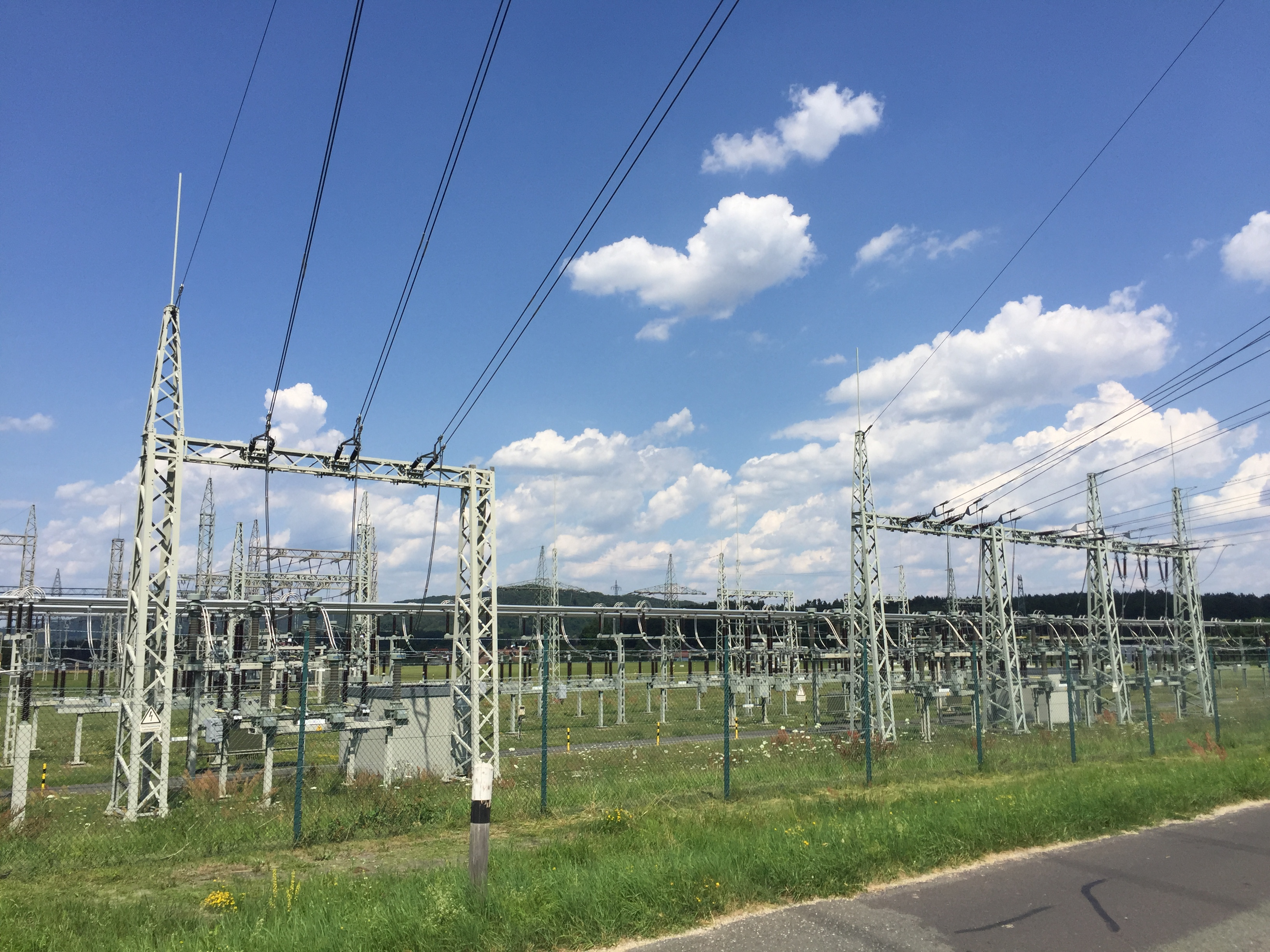
110-kV-Anlage
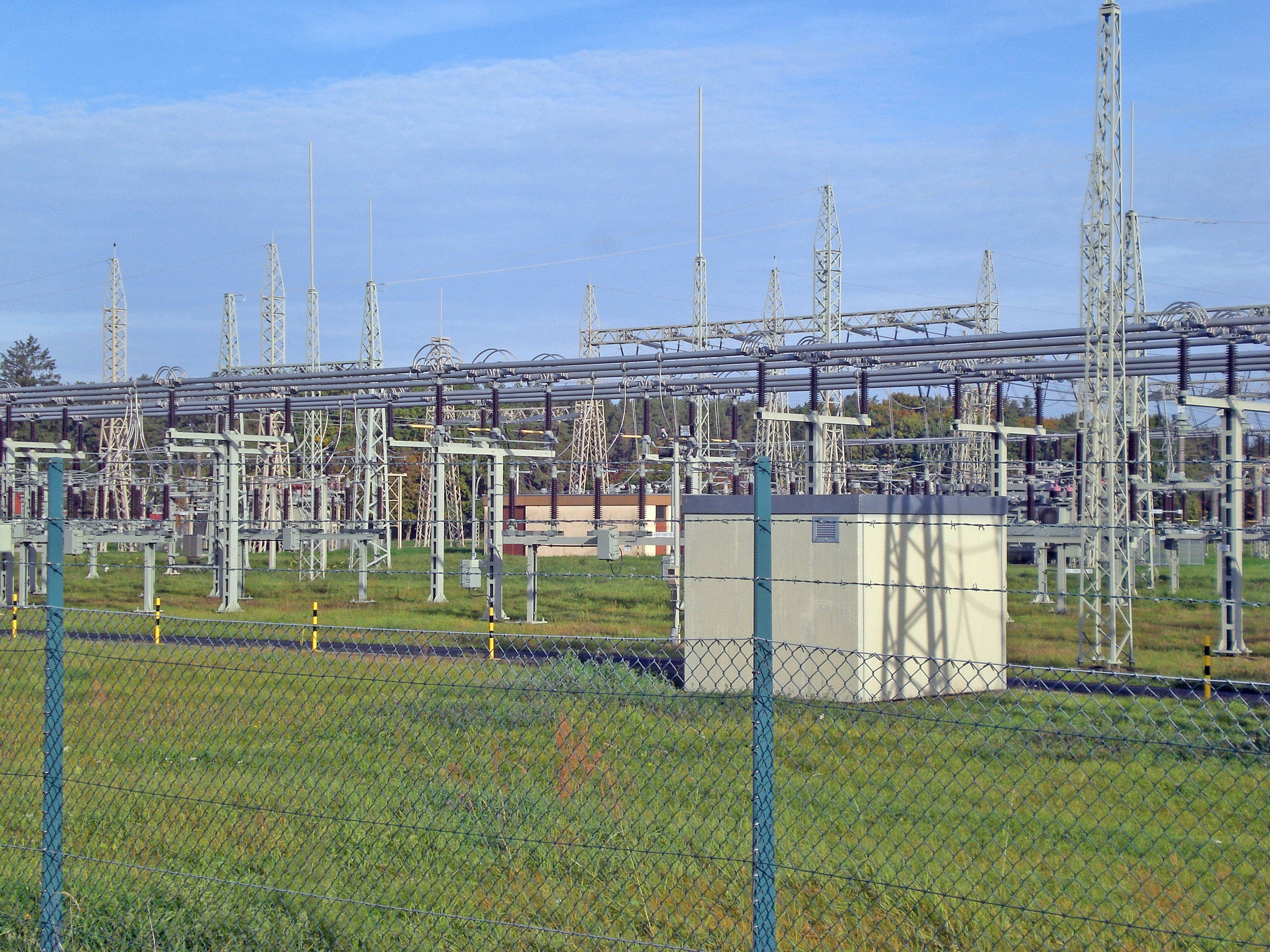
110-kV-Anlage (2023)
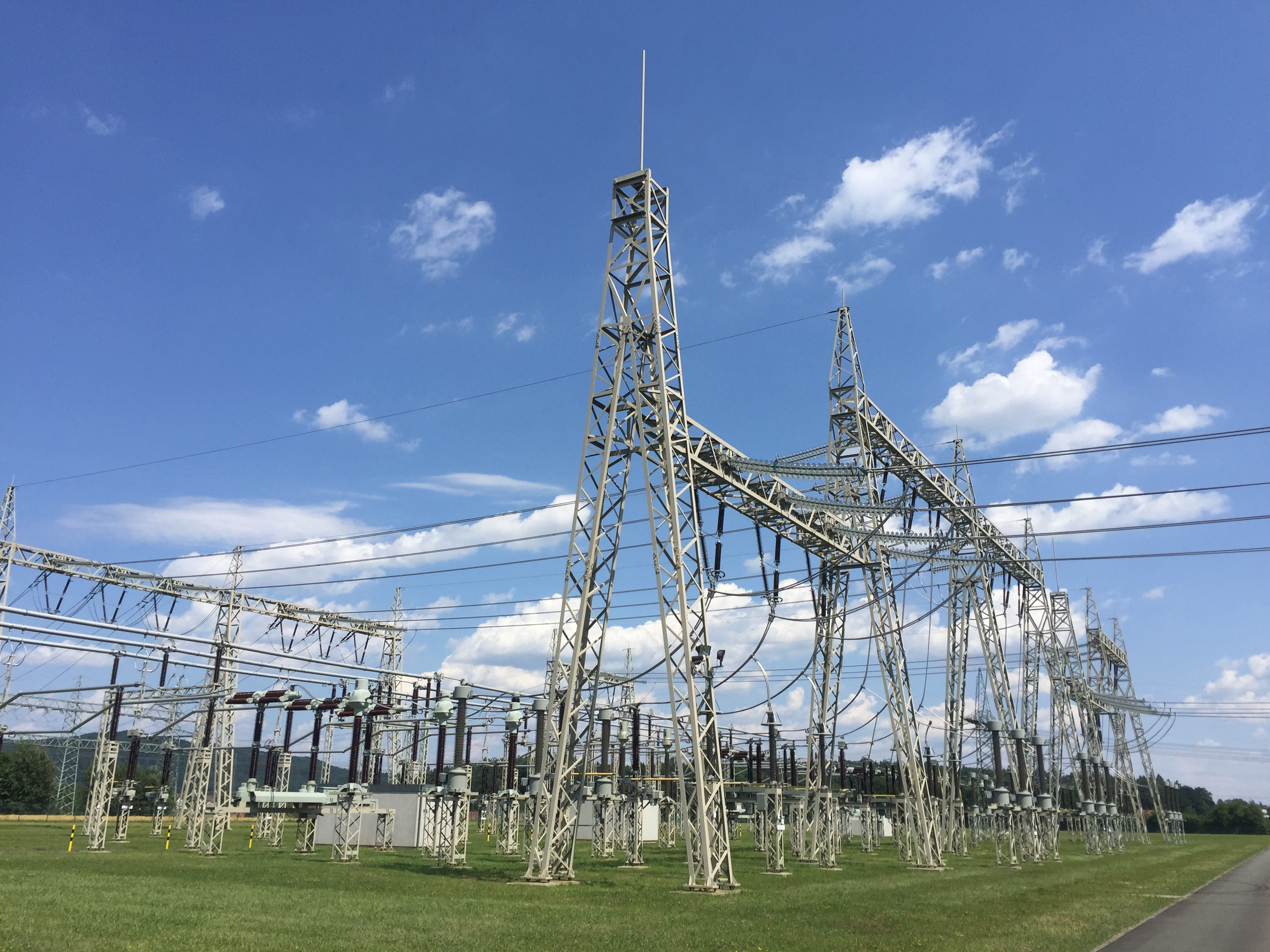
220-kV-Anlage
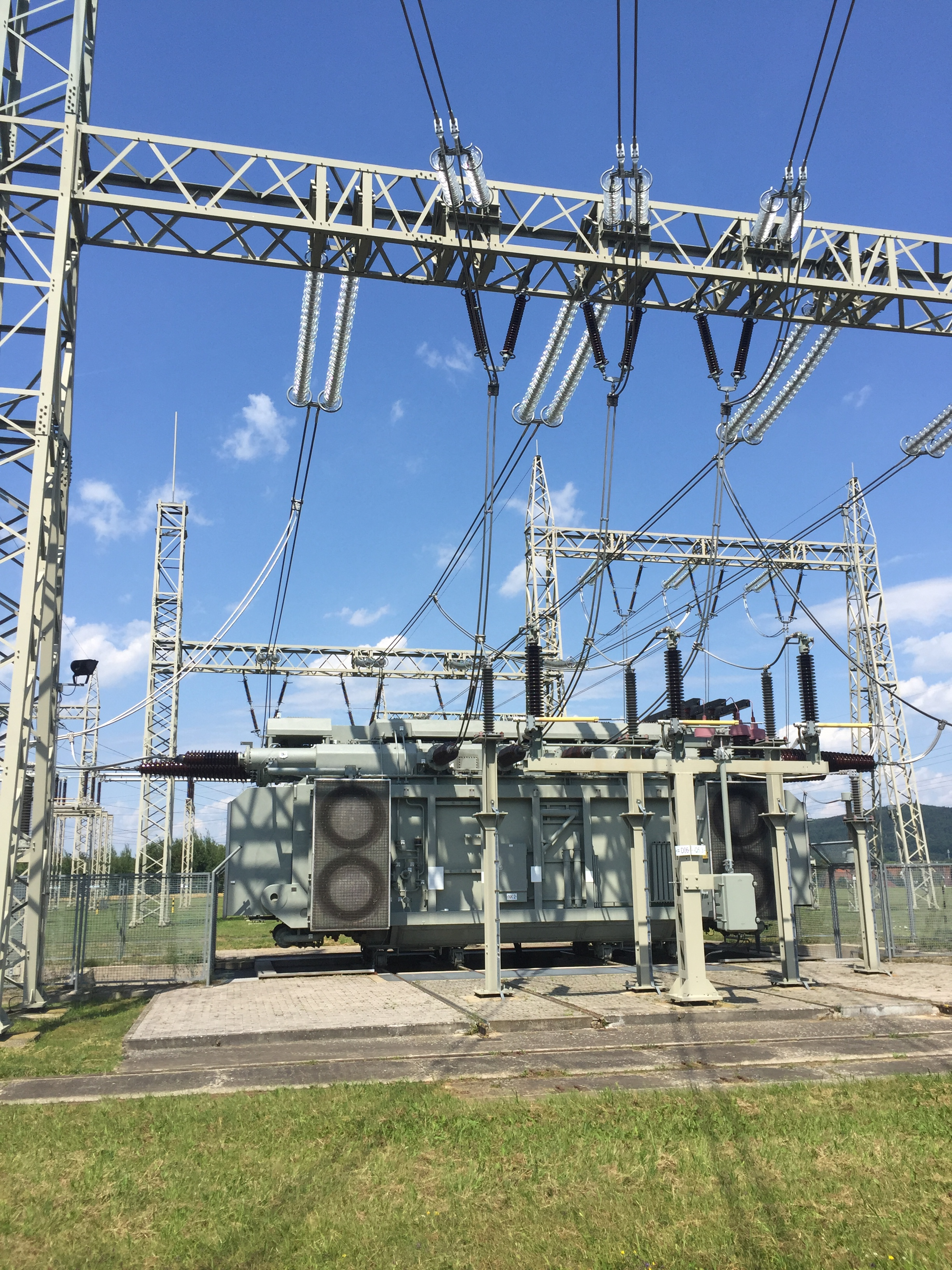
Leistungstransformator
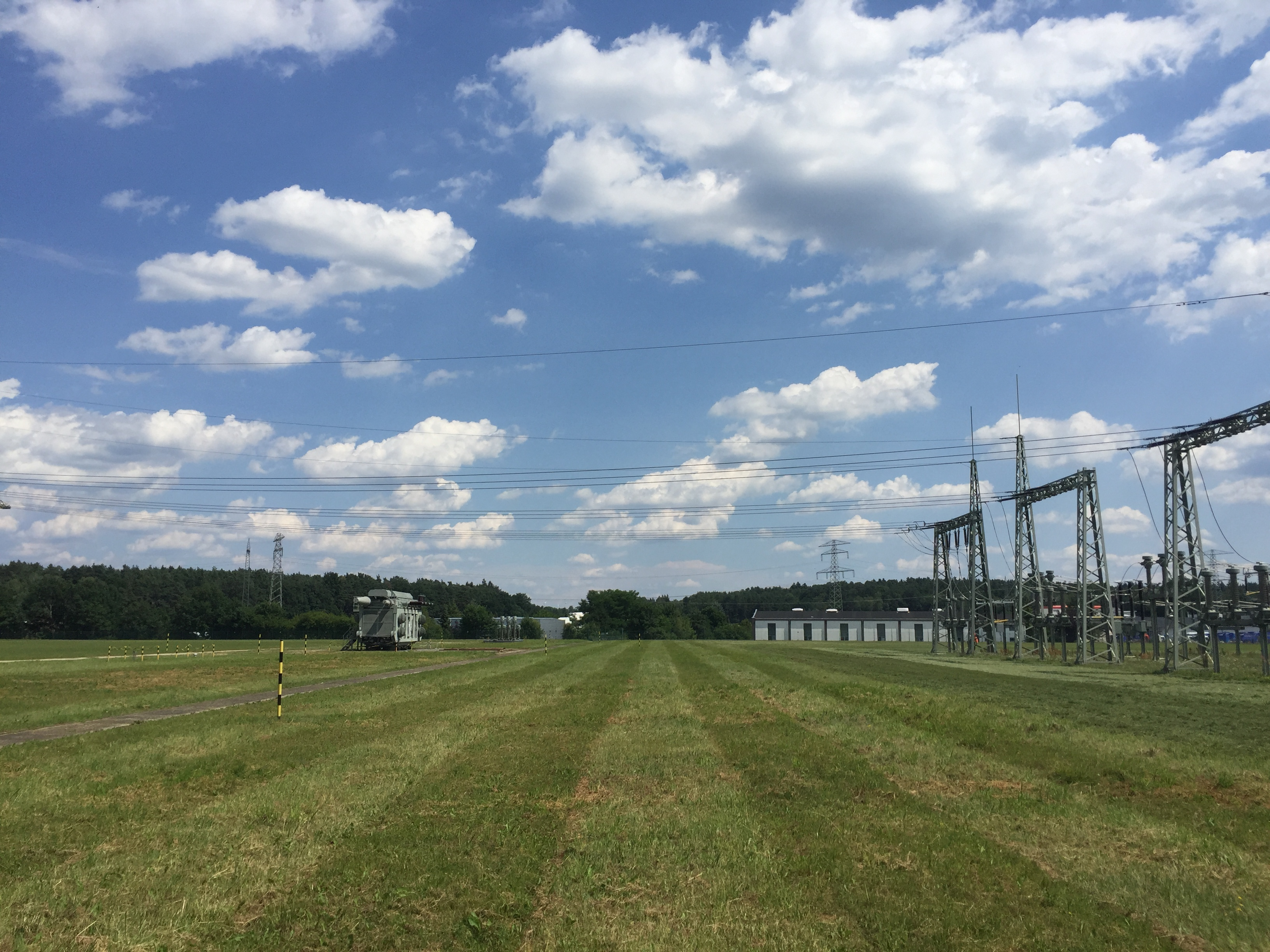
Deutlich zu sehen: weitgehend ungenutzte Fläche

### Freileitungen
Alle an das Umspannwerk angebundenen Stromkreise sind auf Freileitungen verlegt. Die ältesten Leitungen stammen aus dem Jahr 1941, die jüngste von 1967. Mit Ausnahme der 2009 demontierten Leitung Ludersheim–Amberg bestehen alle seit Inbetriebnahme des Werks gebauten Leitungen noch immer. Östlich des Geländes führt eine weitere Freileitung vorbei, dabei handelt es sich um eine 110-kV-Bahnstromleitung zur Versorgung der Linien der S-Bahn Nürnberg. Da das Netz der Deutschen Bahn mit 16,7 Hz Frequenz und symmetrisch betrieben wird, ist es vom öffentlichen Drehstromnetz völlig unabhängig.
| Netzbetreiber | Spannung | Strom- kreis                  | Trassenbezeichnung               | Baujahr    | Zielort/-station | Himmels- richtung                                                                                         | Bemerkungen                                                                                                |
| ------------- | -------- | ----------------------------- | -------------------------------- | ---------- | ---------------- | --- | --- |
|               | 220 kV   | 237                           | B48 (Ludersheim – Aschaffenburg) | 1949       | Raitersaich      | Nord → Südwest                                                                                            | Bis 2007 zwei Stromkreise, heute parallelgeschaltet einkreisig                                             |
| 221           | 220 kV   | B52 (Ludersheim – Sittling)   | 1941                             | Sittling   | Nord → Südost    | Bis 2007 zwei Stromkreise, heute parallelgeschaltet einkreisig                                            | |
| 223           | 220 kV   | B82 (Ludersheim – Schwandorf) | 1955                             | Schwandorf | Nord → Ost       | | |
|               | 110 kV   | B82 (Ludersheim – Schwandorf) | 1955                             | 142        | Nord → Ost       | Lauterhofen                                                                                               | Bis 2009 mit 220 kV betrieben, heute Ersatz für die weggefallene zweikreisige Verbindung Ludersheim–Amberg |
| 152           | 110 kV   | B51 (Elsenberg – Ludersheim)  | 1941                             | Thuisbrunn | Nord             | Bis 2003 mit 220 kV betrieben (Stromkreis Ludersheim–Würgau)                                              | |
| 153           | 110 kV   | B51 (Elsenberg – Ludersheim)  | 1941                             | Forchheim  | Nord             | Bis 2003 mit 220 kV betrieben (Stromkreis Ludersheim–Kriegenbrunn)                                        | |
| 143           | 110 kV   | O24 (Ludersheim – Neumarkt)   | 1960er Jahre                     | Neumarkt   | Süd → Südost     | | |
| 144           | 110 kV   | O24 (Ludersheim – Neumarkt)   | 1960er Jahre                     | Neumarkt   | Süd → Südost     | | |
|               | 110 kV   | 125                           | Ludersheim – Nürnberg/Rehhof     | 1967       | Rehhof           | Süd → West                                                                                                | Dimensioniert für 220 kV, ersetzt 1940 gebaute zweikreisige Leitung der GFA auf selber Trasse              |
| 126           | 110 kV   |                               | Ludersheim – Nürnberg/Rehhof     | 1967       | Rehhof           | Süd → West                                                                                                | Dimensioniert für 220 kV, ersetzt 1940 gebaute zweikreisige Leitung der GFA auf selber Trasse              |
| 131           | 110 kV   | Feucht – Ludersheim           | 1941                             | Feucht     | Süd → Südwest    | Früher zweikreisige Leitung Nürnberg/West–Ludersheim (teils von 1924), wurde 2006 größtenteils demontiert | |

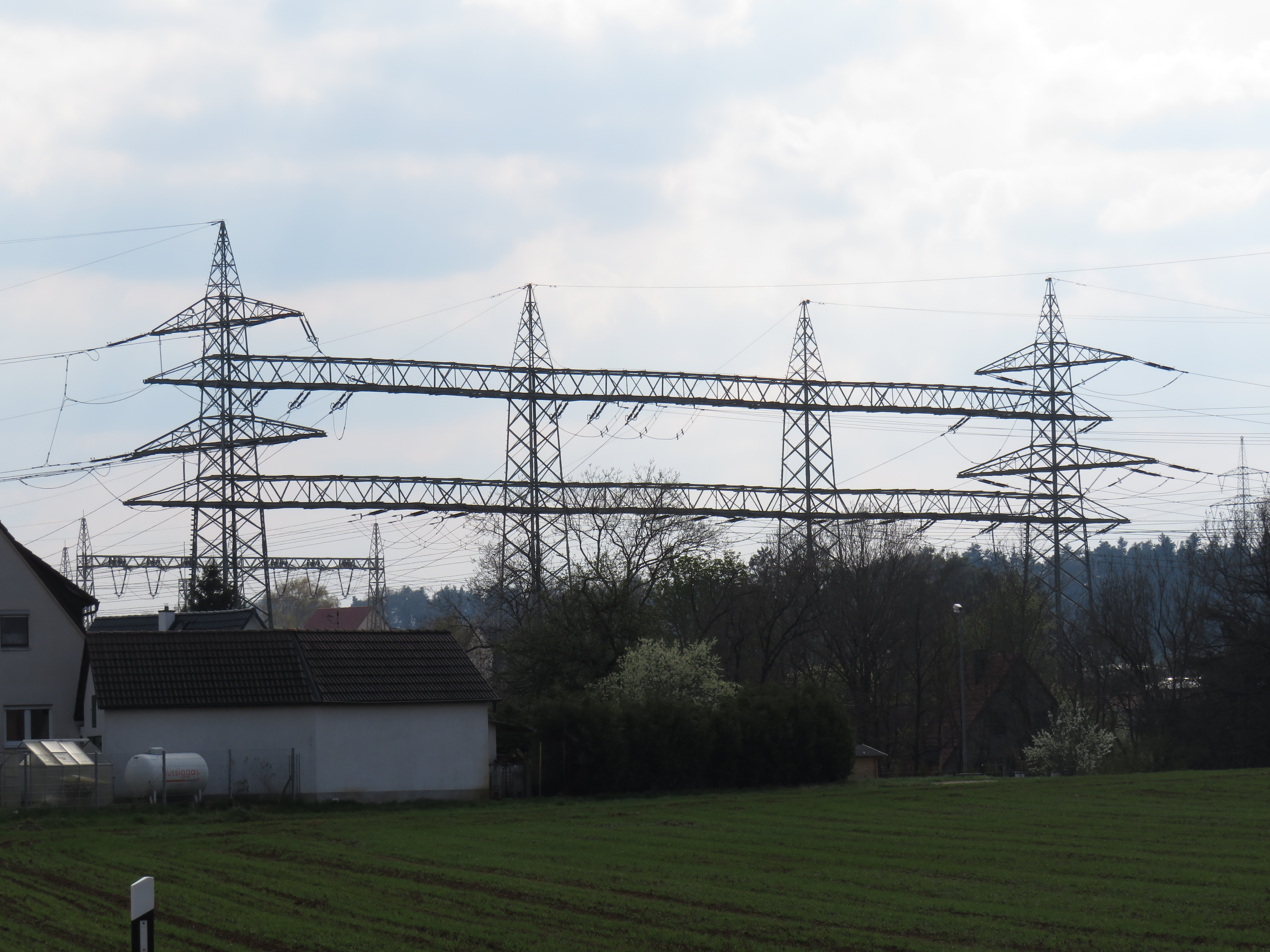
Portalmast für 220-kV-Leitungen (Raitersaich, Schwandorf, Sittling), heute teilweise 110 kV
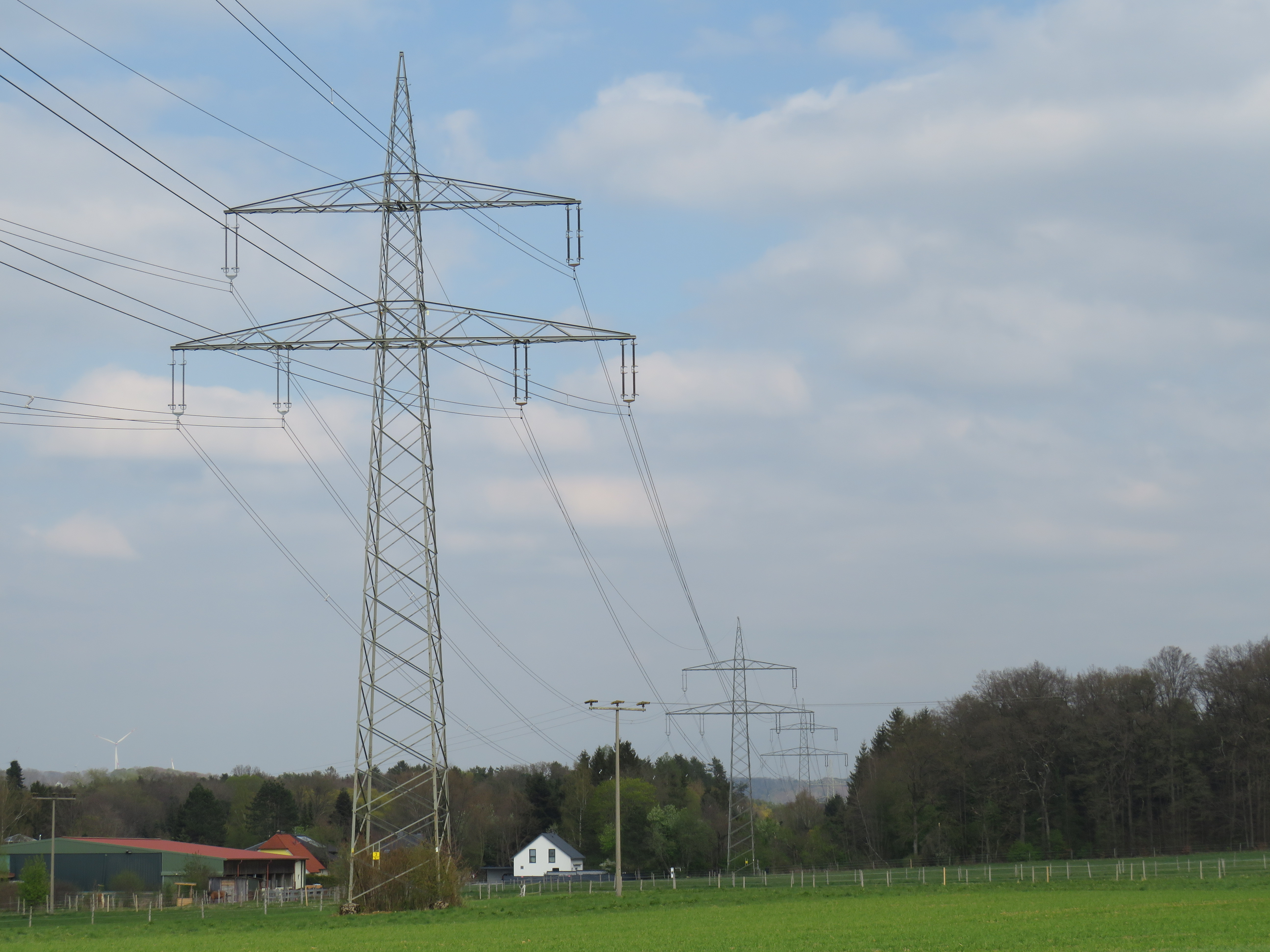
Leitung nach Schwandorf bzw. Lauterhofen
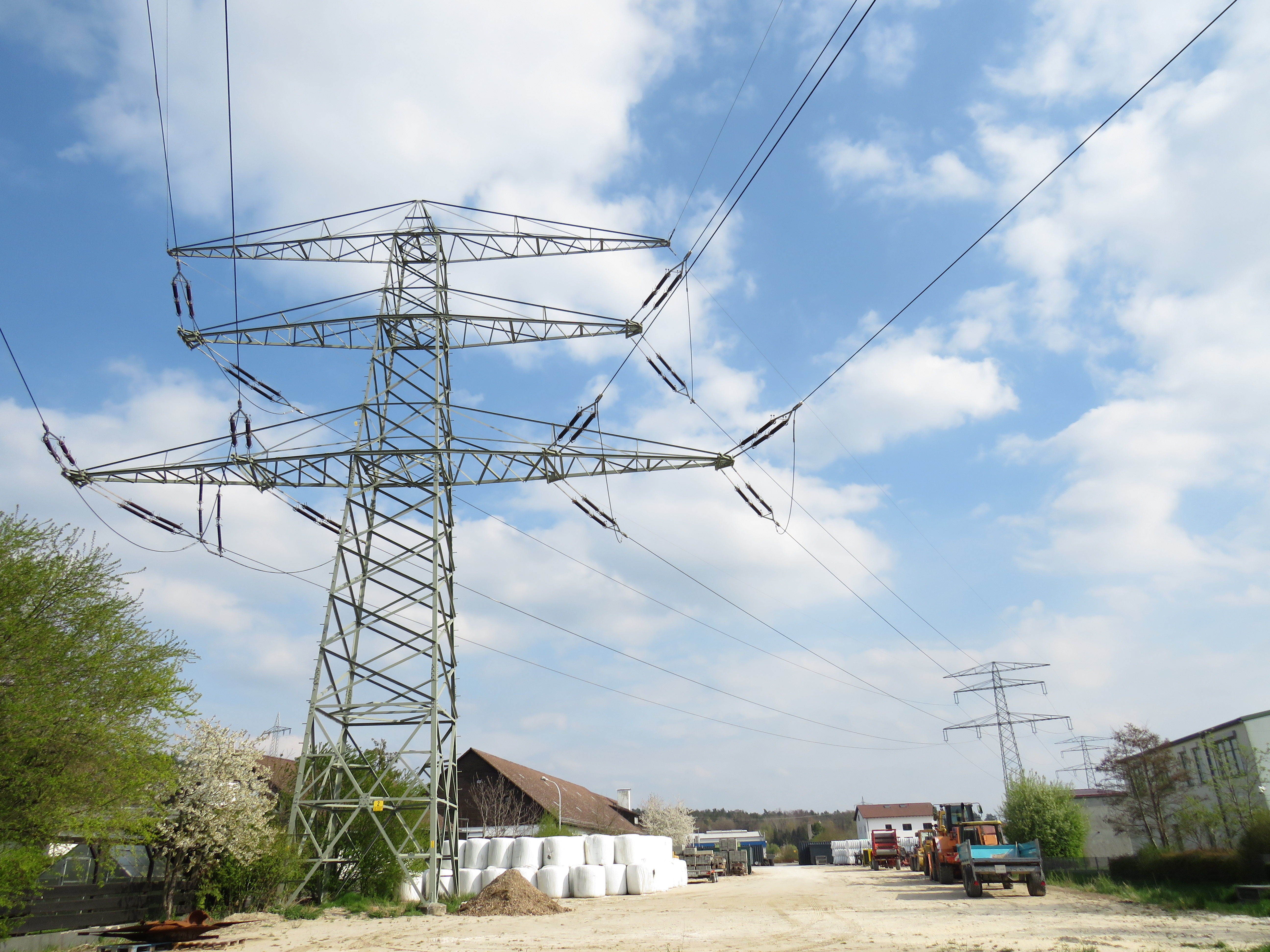
Leitung nach Sittling
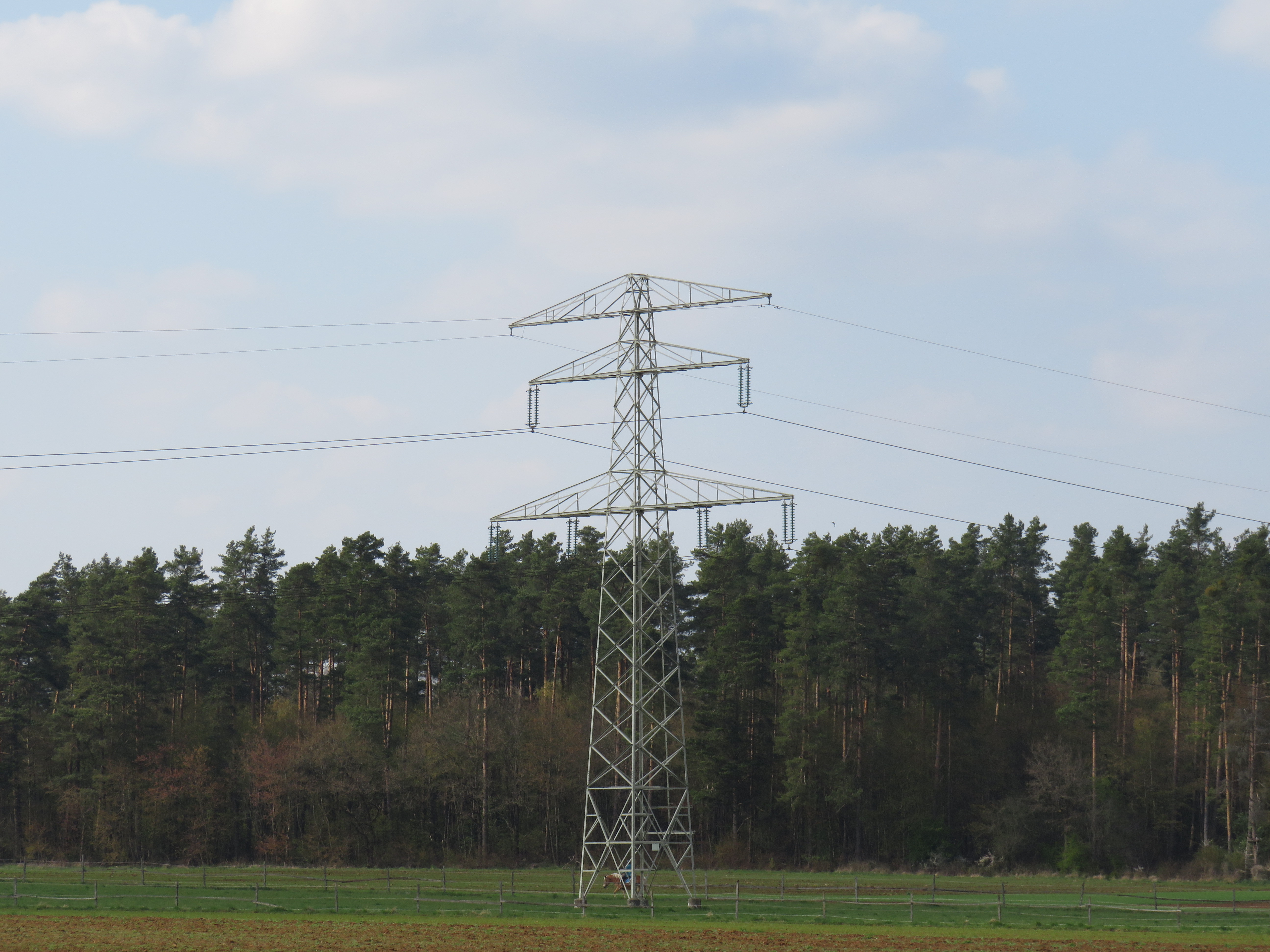
Leitung nach Forchheim bzw. Thuisbrunn
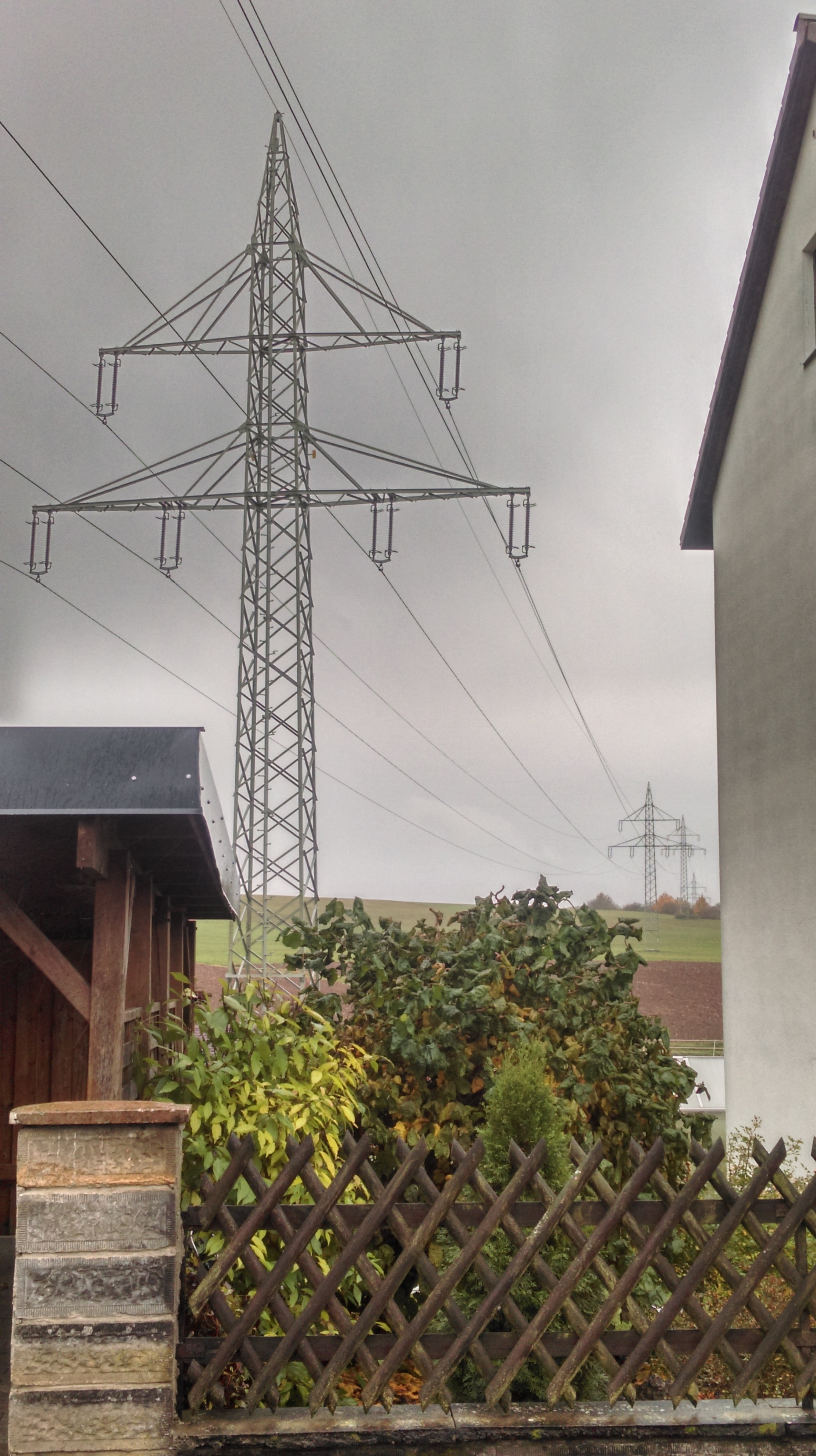
Leitung nach Feucht (früher bis Nürnberg-West)
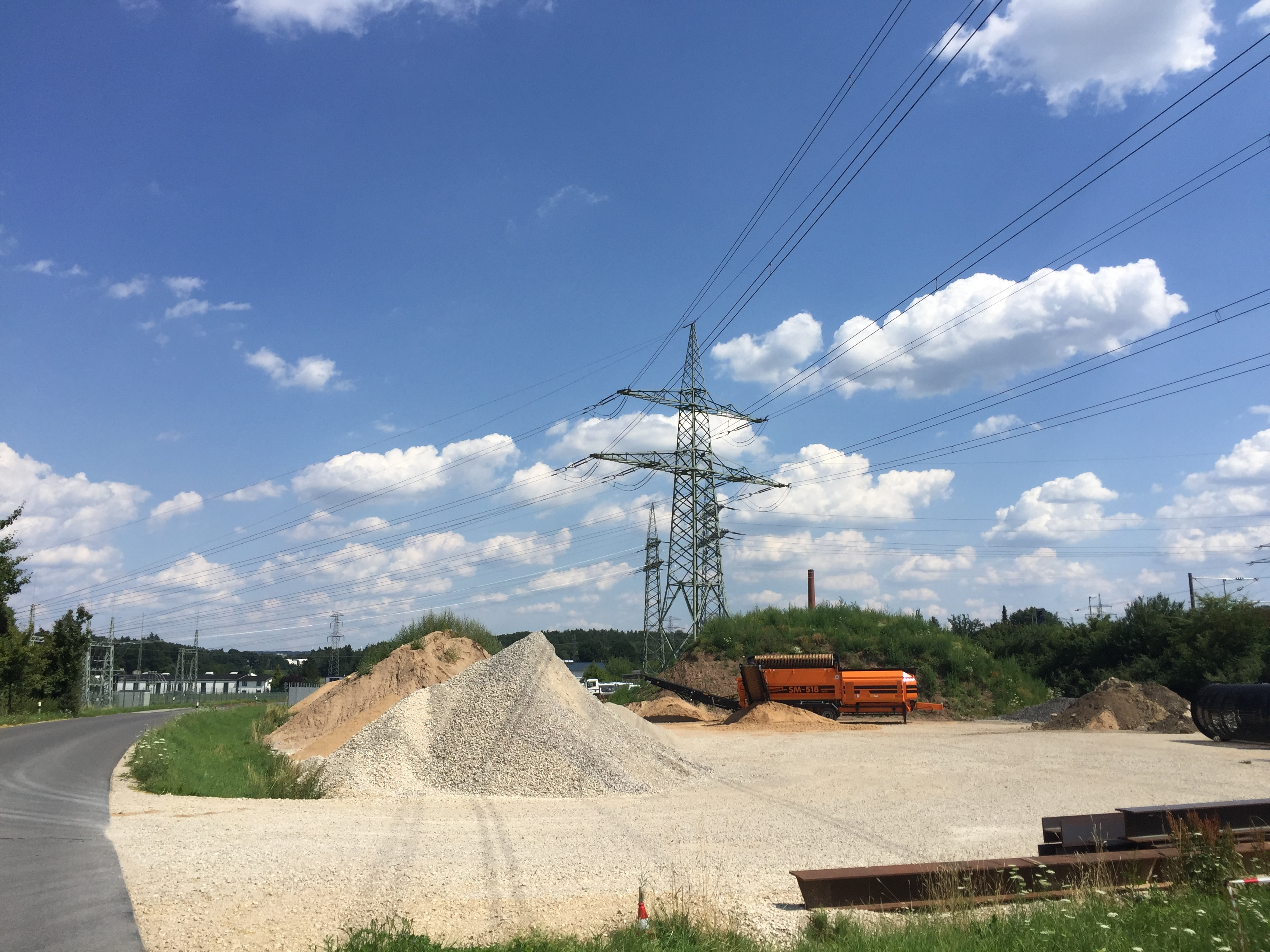
Leitungen nach Rehhof, Feucht und Neumarkt

## Planungen
Im Zuge des als Juraleitung geplanten 380-kV-Ersatzneubaus der Leitungsabschnitte Raitersaich–Ludersheim und Ludersheim–Altheim soll das Umspannwerk Ludersheim durch eine 380-kV-Anlage ersetzt werden. Aufgrund des beengten Platzangebots um die bestehende Anlage ist ein kompletter Neubau einer Schaltanlage außerhalb des derzeitigen Bereichs vorgesehen. Gegen den Neubau der Leitung und des Umspannwerks protestieren mehrere lokale Bürgerinitiativen.
Tatsächlich gab es bereits in den 1950er Jahren Pläne, eine 380-kV-Anlage in Ludersheim zu errichten. Als das RWE mit dem Bau seines Höchstspannungsnetzes begann, gab es Planungen der Deutschen Verbundgesellschaft, die restlichen Regelzonen durch einen 380-kV-Ring zu ergänzen. Dabei sollte eine Leitung vom Gersteinwerk (VEW) über Borken (PreußenElektra), Würgau (EWAG), Ludersheim (EWAG/Bayernwerk) nach Meitingen (RWE/Lechwerke) geführt werden. Als Anfang der 1960er Jahre mehrere deutsche Energieversorger ihre ersten Höchstspannungsleitungen errichteten, entwickelte sich der Netzausbau jedoch nach anderen Gesichtspunkten.